# 仙石久邦
仙石 久邦（せんごく ひさくに、元和2年（1616年） - 天和元年11月21日（1681年12月30日））は江戸時代前期の大身旗本。6,000石。大目付をつとめた仙石久尚の父。通称は右近、官位は従五位下、因幡守。諱は久俊ともする。
正保2年（1645年）12月19日に父の仙石久隆の遺領4,000石の家督を相続。慶安3年（1650年）12月15日、小姓組組頭。承応2年（1653年）9月27日には小姓組番頭に昇進し、万治元年（1658年）1月11日には書院番番頭に転じた。寛文9年（1669年）7月3日に伏見奉行となり、近江国浅井郡に2,000石加増され都合6,000石となる。この際、上野国・甲斐国の采地を摂津国島下郡・西成郡・河内国渋川郡・大県郡に改められた。天和元年（1681年）11月21日に伏見で死去。享年66。
家督は長男仙石久信が5,000石、次男仙石久尚が1,000石をそれぞれ継いだ。

## 逸話・伝承
仙石久邦の領地である上野国碓氷郡人磯部村では、水利が不便で、農民が水不足に悩んでいた。そこで領主であった久邦によって明暦4年(1658年)に用水工事が計画・開始されたが、この工事が他領であり、隣村である人見村に流れる碓氷川に堰を作り、磯部村に用水を引くというものであり、当時の人見村の領主であった吉良氏にはこれらの工事に何ら益がないことであったこともあり、領地を接する吉良氏の反対・妨害にあい、工事は寛文6年(1666年)から寛文8年(1668年)の間、難航・頓挫した。このため、この吉良氏からの親子二代にわたる妨害を退けるためにも、直接幕府の力によって行うよりなしとし、久邦は自らの領地を幕府に返し、領地替えを願い出て、寛文9年（1669年）に、久邦の領地は上野国・甲斐国の采地から摂津国島下郡・西成郡・河内国渋川郡・大県郡に改められ、移された。そして、これにより磯部村は幕府領となったので、幕府の代官の指揮と幕府の直営工事により、寛文13年(1673年)に人見堰が完成し、磯部村の村内二百町歩(二百ヘクタール)の水田を灌漑することができた。そのため、村民は久邦の徳を慕い、永宝元年(1673年)12月に久邦の生祠を建て、稲葉大権現として祭り、その徳をたたえた。そして、こうして建立された石祠・頌徳碑などの関連史跡は、現在では安中市の指定史跡となっている。
一方では、安中市によると、仙石が農民のために領地を返上したという史料は皆無であり、稲葉大権現が祀られたのは嘉永5年（1852年）になってからである。また、大権現は明治に入ると廃され、現在の頌徳碑と石祠（磯部一丁目）という形になったと記している。
なお、昭和43年（1965年）以降は安中市の予算（特別会計）を外されている。